# Barbara Ganz
Barbara «Baba» Ganz (* 28. Juli 1964 in Schlatt) ist eine ehemalige Schweizer Radrennfahrerin.

## Radsport-Laufbahn
Von Mitte der 1980er bis Mitte der 1990er Jahre war Barbara Ganz die international erfolgreichste Radrennfahrerin der Schweiz. 1984 wurde sie Schweizer Vizemeisterin im Strassenrennen, im Jahr darauf belegte sie Rang drei. 1986 wurde sie erneut nationale Vize-Meisterin und belegte Platz drei in der Einerverfolgung bei den UCI-Bahn-Weltmeisterschaften in Colorado Springs. Bei den Bahn-Weltmeisterschaften 1988 wurde sie in Gent jeweils Vize-Weltmeisterin in der Einerverfolgung und im Punktefahren. Im selben Jahr startete sie bei den Olympischen Spielen in Seoul und wurde 40. im Strassenrennen. Bei der Schweizer Strassenmeisterschaft wurde sie Dritte und gewann weitere Rennen, darunter den Grand Prix Chiasso, die Berner Rundfahrt und zweimal die Hegiberg-Rundfahrt. 1993 wurde sie Schweizer Strassenmeisterin.
Zudem wurde Baba Ganz von 1986 bis 1993 achtmal in Folge Schweizer Meisterin im Omnium auf der Bahn.

## Berufliches und Privates
1994 beendete Baba Ganz ihre Radsport-Karriere und machte eine Ausbildung zur medizinischen Masseurin; seitdem ist sie in einer eigenen Praxis tätig. 2000 hatte sie, die zuvor in einer heterosexuellen Beziehung lebte, ihr Coming Out und setzt sich seitdem für die Rechte von Schwulen und Lesben ein.